# 旗奉行
旗奉行（はたぶぎょう）とは、江戸幕府や諸藩における役職の1つ。
備内で馬印・旗印・幟旗とそれらを扱う足軽を指揮し、備の位置を内外に知らしめると同時に武威を誇示した。戦闘には参加しないが、旗が乱れるとその備が浮足立って見えるのでその役割は重要であった。また本陣備の場合、総大将が全体指揮に専念するため、代わりの指揮官（武者奉行等）を置く場合があったが、旗奉行が本陣備の進路を決める等指揮を執ることもあった。

## 江戸幕府
老中の支配を受け、布衣役で2000石高。馬印・旗印の管理を行う役目。幕府が安定期を迎えるにつれて槍奉行同様にその重要性は薄れ、しだいに老齢まで勤仕した旗本に対する名誉職と化した。
大坂夏の陣の天王寺・岡山の戦いにて徳川家康本陣の旗奉行に不首尾があり、戦後に家康は厳しく詮議した。ところが、槍奉行大久保忠教は旗奉行の不首尾は古参譜代衆を差し置いて新参者に旗奉行のような要職を任せた家康の失態であり、高齢の家康には汚名返上の機会はないと思い、旗は倒れなかったと主張して聞かなかったという逸話がある。